# (14060) Patersonewen
(14060) Patersonewen (1996 BM5) – planetoida z pasa głównego asteroid okrążająca Słońce w ciągu 3,67 lat w średniej odległości 2,38 j.a. Odkryta 18 stycznia 1996 roku.